# Henry Holmes Smith
Henry Holmes Smith (* 23. Oktober 1909 in Bloomington, Illinois; † März 1986) war ein US-amerikanischer Fotograf und Hochschuldozent. Er gilt als einer der Pioniere der abstrakten, kameralosen Fotografie und des Glasklischeedrucks.

## Leben
Henry Holmes Smith studierte von 1927 bis 1932 an der Illinois State University und 1932/1933 an der Ohio State University. Ab 1933 arbeitete er als selbstständiger Fotograf und Karikaturist. 1937 begann er auf Einladung von Laszlo Moholy-Nagy am Art Institute of Chicago zu unterrichten. Sein Stil wurde dort vom Bauhaus beeinflusst. Während des Zweiten Weltkriegs diente er in der Second Air Service Support Squadron, die im Pazifik eingesetzt war.
Ab 1947 arbeitete er als Ausbilder für Fotografie an der Indiana University, von 1965 bis 1977 als Dozent. Zu seinen Schülern zählen Jerry Uelsmann, Jack Welpott, Robert W. Fichter und  Betty Hahn.
Seine Werke befinden sich unter anderem im Bauhaus-Archiv Berlin, in der Bibliothèque nationale de France Paris, in der Library of Congress Washington, im Metropolitan Museum of Art New York, im San Francisco Museum of Modern Art sowie im National Museum of Modern Art Kyoto.